# Palestrina (Oper)
Die Oper Palestrina des Komponisten Hans Pfitzner – entstanden in den Jahren 1912 bis 1915 – wurde am 12. Juni 1917 im Prinzregententheater München unter Bruno Walter als „Musikalische Legende“ uraufgeführt. Vielfach wird sie für Pfitzners bedeutendste Schöpfung gehalten.

## Intention Pfitzners
In seinem erfolgreichsten Bühnenwerk thematisierte Pfitzner, der das Libretto selbst schrieb, den Gegensatz von Künstler und Welt. Hierbei griff er auf die historisch falsche Überlieferung zurück, der Komponist Giovanni Pierluigi da Palestrina habe die auf dem Konzil von Trient geforderte Abschaffung oder zumindest strikte Beschränkung der Kirchenmusik in der katholischen Liturgie durch die Vorlage einer Musterkomposition, der Missa Papae Marcelli, gerade noch verhindern können.
Seinem Text der „musikalischen Legende“ setzt Pfitzner eine Textpassage aus Arthur Schopenhauers Parerga und Paralipomena voraus:

„Jenem rein intellektuellen Leben des Einzelnen entspricht ein ebensolches des Ganzen der Menschheit, deren reales Leben ja ebenfalls im Willen liegt. Dieses rein intellektuelle Leben der Menschheit besteht in ihrer fortschreitenden Erkenntnis mittels der Wissenschaften, und in der Vervollkommnung der Künste, welche beide, Menschenalter und Jahrhunderte hindurch, sich langsam fortsetzen, und zu denen ihren Betrag liefernd, die einzelnen Geschlechter vorübereilen. Dieses intellektuelle Leben schwebt, wie eine ätherische Zugabe, ein sich aus der Gärung entwickelnder wohlriechender Duft über dem weltlichen Treiben, dem eigentlich realen, vom Willen geführten Leben der Völker, und neben der Weltgeschichte geht schuldlos und nicht blutbefleckt die Geschichte der Philosophie, der Wissenschaft und der Künste.“

## Handlung

### Erster Akt

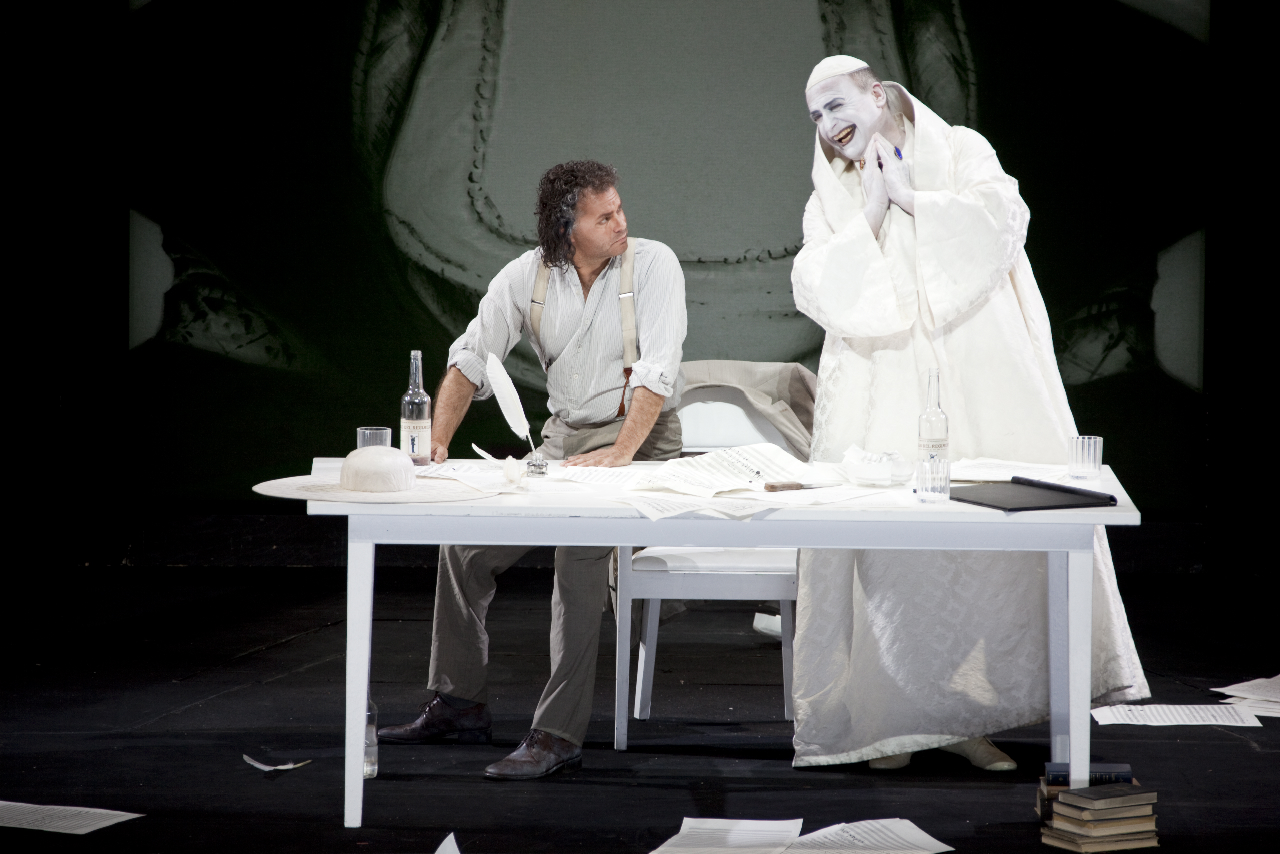
Erster Akt: Kardinal Borromeo (Struckmann, stehend) will eine neue Messe von Palestrina (Saccà, halbsitzend), der sich weigert. (Hamburgische Staatsoper 2011)

Rom, im Wohnhaus des Komponisten Palestrina im Jahre 1563, kurz vor Abschluss des Trienter Konzils.
Im Arbeitszimmer Palestrinas spielt dessen Schüler Silla ein Stück auf der Geige, das er selber komponiert hat, und singt dazu. Er erklärt dem dazukommenden Ighino, dem jungen Sohn Palestrinas, wie sehr ihn ein neuer, in Florenz aufgekommener Musikstil begeistere. Währenddessen treten Palestrina und der Kardinal Borromeo, der vom Trienter Konzil kommt, ins Zimmer. Borromeo kritisiert die neuen Töne Sillas und wundert sich, dass Palestrina da toleranter ist: „Das ist die neue Zeit, die in ihm gärt“, beschwichtigt dieser die neuen künstlerischen Ideen Sillas und gibt zu bedenken, „ob jetzt die Welt nicht ungeahnte Wege geht, und was uns ewig schien, nicht wie im Wind verweht?“
Borromeo, der nichts von den neumodischen, weltlichen Klängen hält und die profanen Texte und üppigen Liedmotive als Irrungen bezeichnet, möchte den altbewährten polyphonen Musikstil wiederbeleben und bittet Palestrina, in diesem Sinne eine neue Messe zu schreiben:
Wenn denn ein solches Werk gelänge

– dies hat der Papst mir zuerkannt –,

so sei gelöst des Fluches Strenge

die die gesamte Kunst noch bannt;

der neuen Messe Stil und Haltung

sie sei fortan die feste Norm.

So brächte dieses Werks Gestaltung

der Tonkunst Richtung und Reform.
Palestrina lehnt das Ersuchen des Kardinals um eine neue Mustermesse ab, da er sich seit dem Tod seiner Frau am Ende seiner Schaffenskraft sieht. Borromeo kann ihn nicht umstimmen und verlässt den Komponisten im Zorn. Dieser bleibt von Traurigkeit überwältigt allein im Zimmer zurück. Plötzlich hat er eine Vision: Die großen Meister der Vergangenheit erscheinen ihm und fordern ihn auf, mit der Komposition der Messe sein Lebenswerk zu vollenden und zu krönen. Schließlich gipfelt die Szene im stummen Auftritt von Palestrinas verstorbener Frau Lucrezia und einem Chor von Engeln, die dem Komponisten ein neues Werk in die Feder diktieren. Nach vollbrachter Arbeit schläft Palestrina erschöpft ein. Am nächsten Morgen sammeln Silla und Ighino die auf dem Tisch und dem Boden verstreuten Notenblätter der im Laufe einer Nacht geschriebenen Messe auf.

### Zweiter Akt

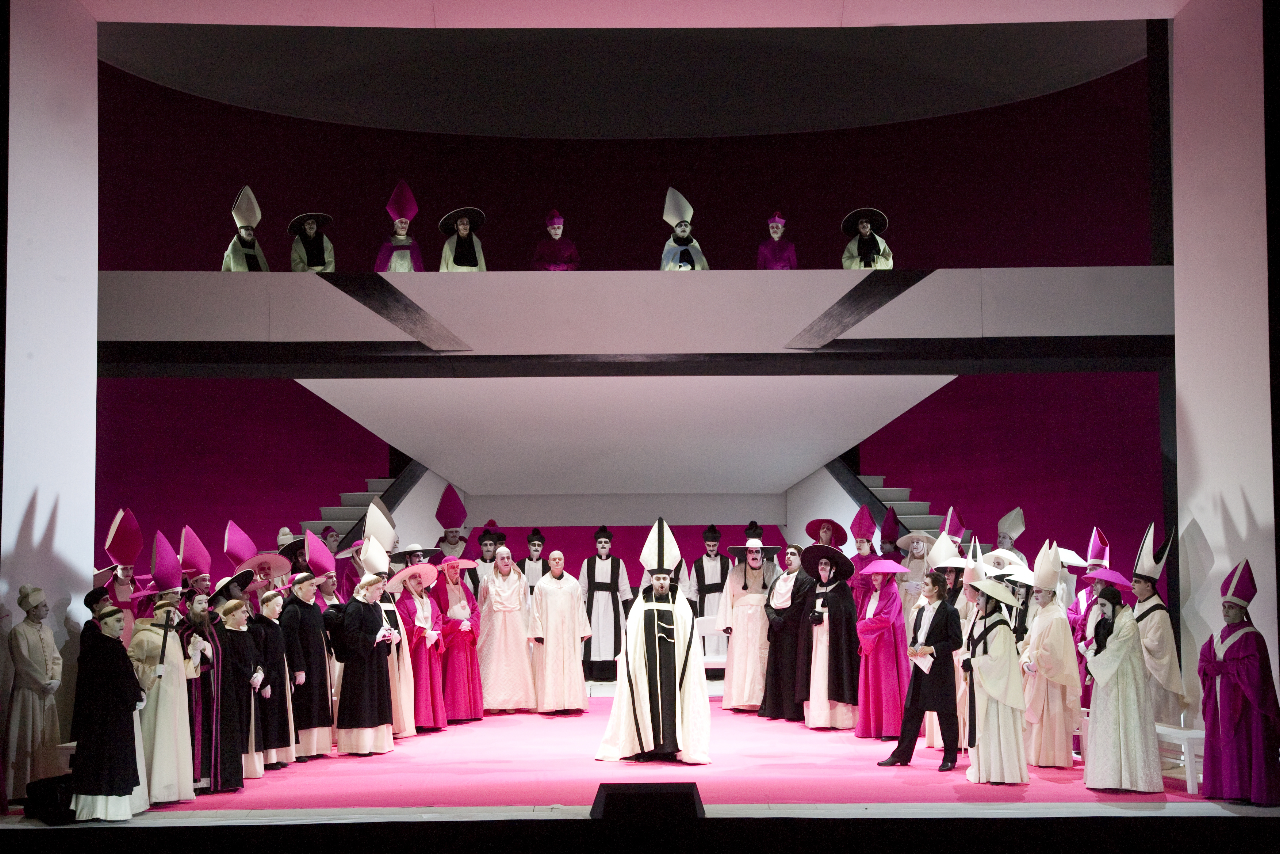
Zweiter Akt: Auftritt des Kardinalslegaten Morone (Koch), links die Italiener, rechts die Spanier (Hamburgische Staatsoper 2011)

Trient, Halle im Palast des Fürstbischofs Madruscht.
Im Palast des Fürstbischofs Madruscht zu Trient bereiten die Kardinäle Novagerio und Borromeo die nächste Sitzung des Konzils vor. Es geht um politisch opportune Zugeständnisse des Papstes an den deutschen Kaiser Ferdinand, der unter anderem die Rettung der Kirchenmusik wünscht. Borromeo berichtet von seinem Misserfolg bei Palestrina, Novagerio erklärt, die Komposition der Messe müsse notfalls mit der Anwendung von Gewalt gegenüber dem Musiker erzwungen werden.
Nachdem Kardinal Morone feierlich die Konzilssitzung eröffnet hat, kommt es zu turbulenten Wortgefechten. Man kann sich weder über die Zukunft der Kirchenmusik noch über die Sprache der Messe (ob Latein oder Landessprache) einigen. Persönliche Eitelkeiten, sinnlose Einwürfe, die Frage nach Diäten – alle möglichen grotesken und abstoßenden Begleiterscheinungen einer solchen Versammlung treten deutlich zutage. Der Tumult wird immer größer, so dass die Sitzung schließlich unterbrochen werden muss.
Abschließend geraten die Diener einiger Kirchenfürsten in handgreiflichen Streit. Der Hausherr Madruscht lässt auf sie schießen und befiehlt, die Überlebenden zur Folter zu schleppen.

### Dritter Akt
Rom, im Hause Palestrinas.

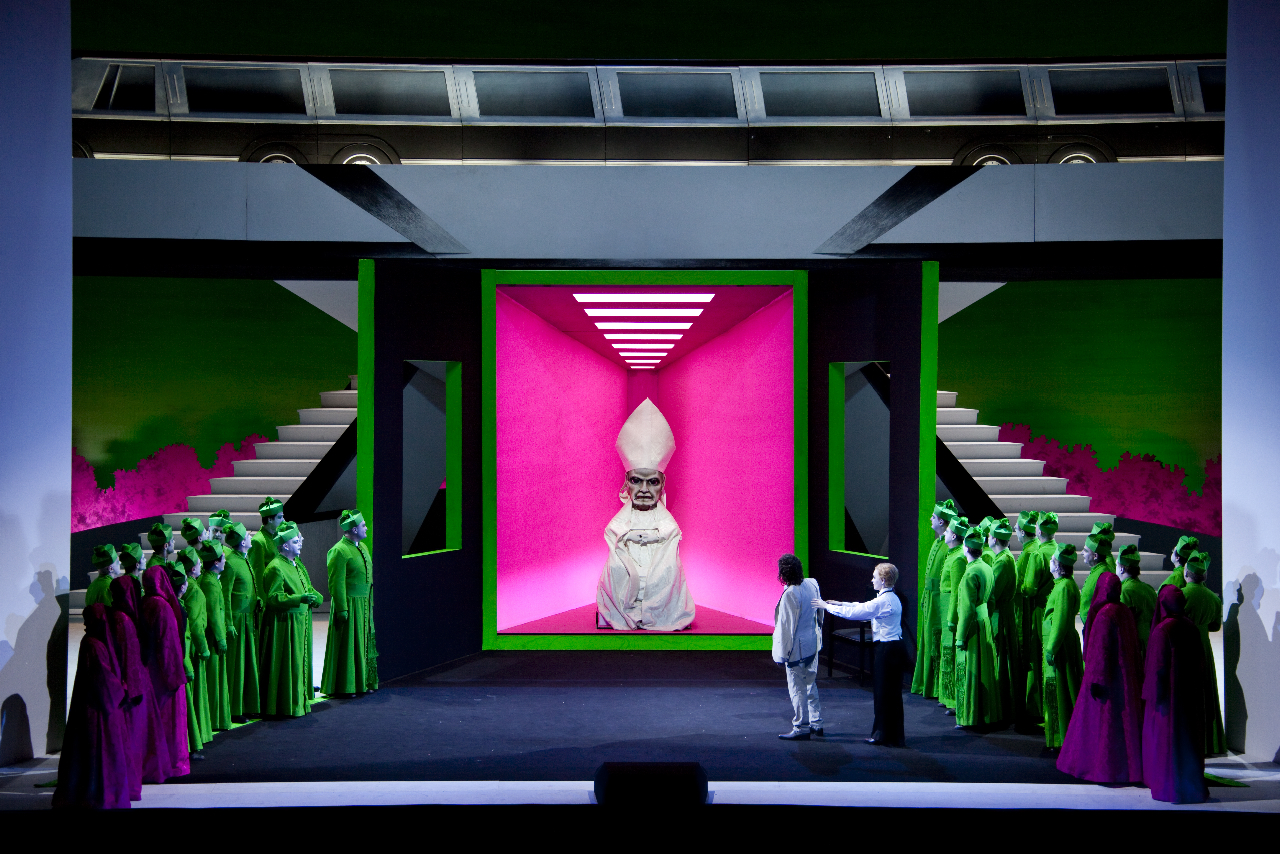
Dritter Akt: Der Papst (Randes) hat gesprochen, Palestrina (Saccà) und Ighino (Tretyakova) rechts davon (Hamburgische Staatsoper 2011)

Palestrina sitzt im Schein der untergehenden Abendsonne zu Hause in seinem Lehnstuhl. Der Komponist macht einen deutlich mitgenommenen und noch weiter gealterten Eindruck, denn er war zwischenzeitlich verhaftet und eingekerkert worden. Erst nachdem sein Sohn Ighino den Kirchenschergen die Partitur seines neuen Werkes ausgeliefert hatte, war er wieder freigekommen.
Jetzt warten beide zusammen mit einigen Sängern aus Palestrinas Chor auf den Erfolg der soeben aufgeführten Messe. Der Komponist wirkt dabei im Gegensatz zu den anderen agierenden Personen völlig geistesabwesend, die zurückliegenden und gegenwärtigen Vorgänge sind ihm kaum bewusst. Plötzlich erschallen auf der Straße immer näher kommende Hochrufe: „Evviva Palestrina!“ Sänger der päpstlichen Kapelle drängen ins Haus und verkünden den großen Erfolg von Palestrinas neuer Komposition. Auf dem Höhepunkt der allgemeinen Begeisterung erscheint der Papst, um Palestrina persönlich zu gratulieren und ihm zum lebenslangen Leiter der Kirchenmusik in der Sixtina und zum „Fürsten der Musik“ zu ernennen. Nachdem sich Pius IV. zusammen mit der jubelnden Menge wieder entfernt hat, tritt der Kardinal Borromeo auf Palestrina zu. Er fällt dem Musiker zu Füßen, bittet ihn um Verzeihung und reißt sich endlich mit abgewandtem Gesicht aus seinen Armen. Ighino bleibt mit Palestrina allein zurück. Vor Freude überwältigt, wundert er sich, dass sein Vater selbst so wenig Euphorie zeigt. Schließlich läuft er auf die Straße, um seiner jugendlichen Begeisterung Ausdruck verleihen zu können, während sich Palestrina, nachdem er eine Weile gedankenversunken vor dem Bild seiner Frau gestanden hat, in der Improvisation einiger Töne auf seiner kleinen Hausorgel verliert. Mit einem kaum noch hörbaren Orgelpianissimo klingt die Oper aus.

## Orchesterbesetzung
- 4 Flöten (3. und 4. auch Piccoloflöten), Altflöte, 3 Oboen (3. auch Englischhorn), 3 Klarinetten in B (auch in A, 2. und 3. auch Es-Klarinetten), Bassklarinette in B, 3 Fagotte, Kontrafagott
- 6 Hörner in F, 4 Trompeten in F, 4 Posaunen, Tuba
- Pauken, Schlagwerk: Crotales, Triangel, Schellen, Becken, 2 Tamtams, Kleine Trommel
- 2 Harfen
- Celesta
- Orgel
- 2 Mandolinen (auch auf der Bühne)
- Streichorchester (mit Viola d’amore)
- Auf der Bühne: Piccoloflöten, Klarinetten in C, Schlagwerk (Röhrenglocken, Plattenglocken, 2 Tamtams), Mandolinen, Gitarren

## Stilistische Stellung
Pfitzners Musiksprache ist deutlich von Wagner beeinflusst, sie bedient sich einer weitgreifenden und kunstvoll beherrschten Leitmotivtechnik. Die Harmonik ist in der Hauptsache diatonisch mit modalen Zügen, ihre Eigenständigkeit und Kühnheit liegt also nicht im Ausloten von chromatischen Grenzbereichen (wie in Wagners Tristan und Isolde), sondern in immer wieder zu hörenden Quart- und Quintverbindungen. Insgesamt beschwört sie eine archaisierende Stimmung herauf, der sich der Zuhörer schon nach den ersten Klängen des Vorspiels nur schwer entziehen kann. Hinzu kommt die prägnante melodische Kraft verschiedener Motive.
Musikalisch und textlich lebt die Oper von Gegensätzen auf verschiedenen Ebenen. So sorgt zum Beispiel im 2. Akt der Kontrast zwischen der durchaus eindrucksvoll geschilderten äußeren Pracht und Würde der katholischen Kirche und der Eigensucht, Eitelkeit, Dummheit und moralischen Verkommenheit zumindest eines Teils ihrer Amtsträger für besondere Spannung. Ebenso wird mit der Figur des Schülers Silla ein archetypischer Generationenkonflikt thematisiert, der – wie vieles andere auch – an den Konflikt Hans Sachs und Stolzing in Wagners Meistersingern erinnert.

## Aufführungsgeschichte und Rezeption

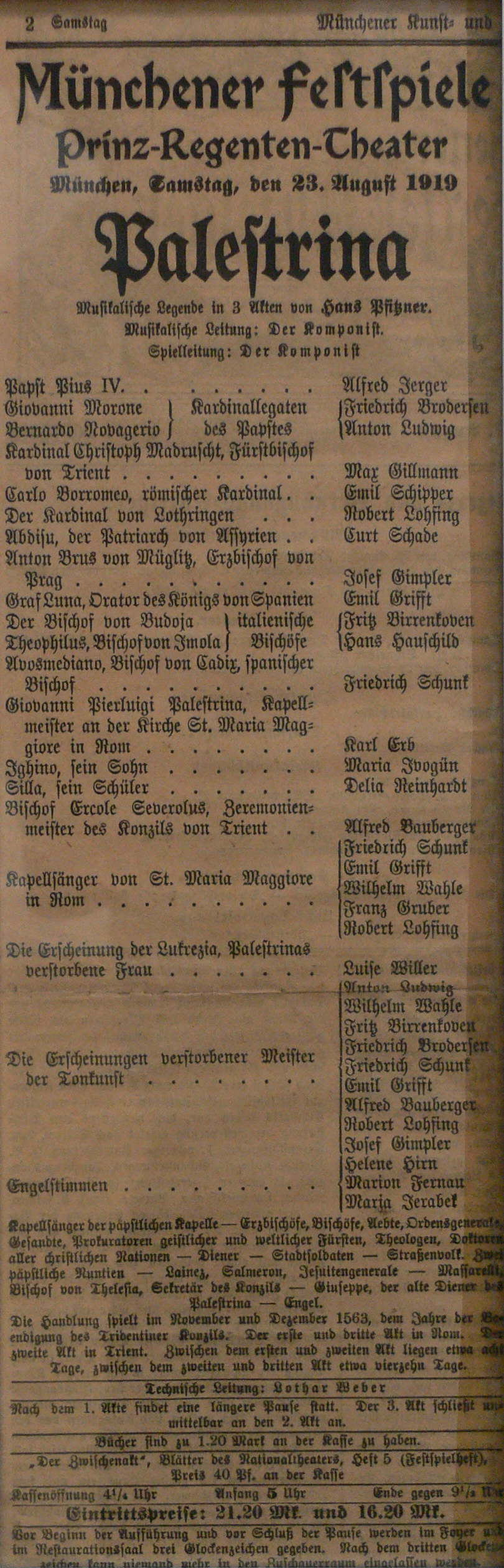
Theaterzettel einer Aufführung im Prinzregententheater München im August 1919 unter der Leitung des Komponisten mit dem Sänger der Uraufführung Karl Erb in der Titelrolle

Die Münchener Uraufführung am 12. Juni 1917 unter dem Dirigat von Bruno Walter mit Karl Erb in der Titelrolle war ein außerordentlicher Erfolg. Bruno Walter setzte sich später immer wieder für das von ihm besonders geliebte Werk ein, aber auch andere Dirigenten wie Joseph Keilberth, Robert Heger oder später Rafael Kubelík und Wolfgang Sawallisch schätzten Pfitzners „musikalische Legende“ sehr. Richard Strauss, der ansonsten keine großen Sympathien für seinen Kollegen hegte, wollte Palestrina in ein zu erstellendes „Opernmuseum“ aufnehmen.
Einer häufigen Aufführung an kleineren Bühnen standen die enormen besetzungstechnischen Schwierigkeiten der Oper entgegen. Zudem galt Pfitzner nach dem Zweiten Weltkrieg aufgrund seiner politischen Verstrickungen während der Zeit des Nationalsozialismus vielen Verantwortlichen des Kulturbetriebs als zumindest problematischer Komponist. Dennoch kam es in der Bundesrepublik immer wieder zu Inszenierungen, zum Beispiel in München, Augsburg, Nürnberg, Düsseldorf, Bremen und Berlin. Auch in der DDR kam es Ende der 80er Jahre zumindest zu einer Inszenierung an der Berliner Staatsoper mit Peter Schreier in der Rolle des Palestrina. Inzwischen liegen auch verschiedene Tonträgeraufnahmen (Schallplatte und CD) des Werkes vor. In jüngster Zeit hat sich vor allem Christian Thielemann, der Palestrina in Nürnberg und in Berlin dirigierte, immer wieder intensiv mit Pfitzners Musik beschäftigt. Die jüngsten Neuinszenierungen fanden 2009 in München (Regie: Christian Stückl, Dirigentin: Simone Young), Frankfurt (Regie: Harry Kupfer, Dirigent: Kirill Petrenko) und 2011 am Opernhaus Zürich (Regie: Jens-Daniel Herzog, Dirigent: Ingo Metzmacher, Palestrina: Roberto Saccà) statt.

## Einspielungen
- Palestrina, Musikalische Legende. Mit Julius Patzak, Hans Hotter, Ferdinand Frantz, Georg Wieter, Käthe Nentwig, Katja Sabo. Chor und Orchester der Bayerischen Staatsoper, Leitung: Robert Heger. Aufgenommen 1951 in München. Label: Cantus Classics.
- Palestrina. Musikalische Legende in drei Akten. Mit Julius Patzak, Hans Hotter, Dietrich Fischer-Dieskau, Anny Schlemm. Chor und Orchester des Westdeutschen Rundfunks Köln, Leitung: Richard Kraus. Aufgenommen 1952 in Köln. Label: Cantus Classics.
- Palestrina, Musikalische Legende, Salzburger Festspiele live 1955, mit Max Lorenz, Elisabeth Söderström, Jean Madeira, Otto Wiener, Paul Schöffler, Walter Berry, Ferdinand Frantz, Gottlob Frick, Wiener Philharmoniker, Rudolf Kempe, Label: Walhall
- Palestrina, Musikalische Legende, Ausschnitte. Mit Fritz Wunderlich, Christa Ludwig, Sena Jurinac, Otto Wiener, Mimi Coertse. Wiener Staatsopernorchester, Leitung: Robert Heger. Aufgenommen am 12. Dezember 1964 in Wien. Label: RCA/BMG.
- 1973: Palestrina, Musikalische Legende. Mit Nicolai Gedda, Karl Ridderbusch, Dietrich Fischer-Dieskau, Bernd Weikl, Heribert Steinbach, Hermann Prey, Peter Meven, Helen Donath, Brigitte Fassbaender. Chor und Symphonie-Orchester des Bayerischen Rundfunks, Leitung: Rafael Kubelík. Aufgenommen 1972. Label: Deutsche Grammophon (4 Schallplatten), Neuauflage Deutsche Grammophon 1989 (3 CDs).[1]
- 1992: Palestrina. Mit Peter Schreier, Siegfried Lorenz, Ekkehard Wlaschiha, Carola Nossek, Rosemarie Lang u. a. Chor der Deutschen Staatsoper Berlin, Staatskapelle Berlin, Leitung: Otmar Suitner. Aufgenommen 1986 (1. und 3. Akt) bzw. 1988 (2. Akt) im Schauspielhaus Berlin. Label: Berlin Classics (3 CDs), Neuauflage Edel 2002 (3 CDs).[2]
- 2010: Palestrina. Mit Christopher Ventris, Peter Rose, Michael Volle, John Daszak, Roland Bracht, Falk Struckmann, Christiane Karg u. a. Chor der Bayerischen Staatsoper, Bayerisches Staatsorchester, Leitung: Simone Young. Aufgenommen im Juli 2009 im Nationaltheater München (Kooperation von Bayerischer Staatsoper und Hamburgischer Staatsoper). Regie: Christian Stückl. Label: EuroArts (DVD).[3]